# Salvador
 Ovo je glavno značenje pojma Salvador. Za druga značenja pogledajte Salvador (razdvojba).
Salvador (špa. El Salvador – spasitelj) je država u Srednjoj Americi. Graniči s Gvatemalom na zapadu i Hondurasom na sjeveru i istoku. Na jugu izlazi na Tihi ocean.

## Povijest
Prije španjolskog osvajanja, prostor današnjeg Salvadora naseljavali su Indijanci organizirani u dvije veće države i nekoliko manjih. Domoroci su pripadali plemenu Pipil, dijelu nomadskog naroda Nahua, jednom od rijekih srednjoameričkih plemena koja su rano prekinula obredno prinošenje ljudskih žrtava. U drugim detaljima je njihova kultura bila slična susjedima: Astecima i Majama.
Prvi pokušaj Španjolaca pod vodstvom Pedra de Alvarada da osvoje ovo područje završio je 1524. neuspjehom. 1525. se vraćaju i uspijevaju nametnuti svoju vlast koja traje sve do 1821. Alvarado daje području ime Salvador ("spasitelj"). Do 1842. Salvador je dio Ujedinjenih pokrajina Srednje Amerike, a nakon toga stječe potpunu samostalnost. 
1980. počinje dvanaestogodišnji građanski rat koji odnosi 75 000 života. Rat završava 1992. kada vlada i ljevičarski pobunjenici potpisuju sporazum o političkim reformama.

## Ekonomija
Zbog unutrašnjih nemira, dugotrajnog građanskog rata, ali i prirodnih nepogoda, ekonomija Salvadora je slaba i polako se oporavlja. Zahvaljujući vanjskoj pomoći i pomoći iseljenika koji su za vrijeme rata napustili državu, stanje se popravlja, izvoz je u porastu, a inflacija u zadnjih nekoliko godina smanjena.

## Stanovništvo
Veliku većinu stanovništva, oko 90 %, čine miješani potomci američkih Indijanaca i Španjolaca. Vrlo malo Indijanaca je zadržalo običaje i tradiciju. Tek oko 20 ljudi govori jedinim preživjelim autohtonim indijanskim jezikom pipil, a nešto doseljenika iz Gvatemale govori poqomam majanskim. Prema vjeroispovijesti, većinu čine katolici, a broj protestanata je u porastu.
Procjena za 2005. godinu iznosi 6.880.000 stanovnika, od čega na etničke Salvadorce (neoromanski narod) otpada 6,221.000, ostatak otpada na najmanje 10 etničkih zajednica, to su: Pipil-Indijanci (264.000); Lenca-Indijanci (39.000); Angloamerikanci (13.000); Kekchi-Indijanci (13.000); Nijemci (7100); Pokomam-Indijanci (6200); Kinezi (1700); Arapi (1300); Židovi (700); Turci (500). Ovdje nije uračunato 313.000 polukrvnih Indijanaca koji se nisu izjasnili za Salvadorce, i oko 1000 pripadnika drugih neklasificiranih pojedinaca.[nedostaje izvor]